# Csehország a 2016. évi nyári olimpiai játékokon
Csehország a brazíliai Rio de Janeiróban megrendezett 2016. évi nyári olimpiai játékok egyik részt vevő nemzete volt. Az országot az olimpián 20 sportágban 104 sportoló képviselte, akik összesen 10 érmet szereztek.

## Érmesek
A következő cseh versenyzők szereztek érmet a játékokon. Lejjebb a sportágankénti listában az érmesek neve félkövérrel van szedve.
| Érem  | Versenyző                                         | Sportág      | Versenyszám               |
| ----- | ------------------------------------------------- | ------------ | ------------------------- |
| Arany | Lukáš Krpálek                                     | Cselgáncs    | Férfi félnehézsúly        |
| Ezüst | Josef Dostál                                      | Kajak-kenu   | Férfi kajak egyes 1000 m  |
| Ezüst | Jaroslav Kulhavý                                  | Kerékpározás | Férfi terep-kerékpározás  |
| Bronz | Barbora Špotáková                                 | Atlétika     | Női gerelyhajítás         |
| Bronz | Ondřej Synek                                      | Evezés       | Férfi egypárevezős        |
| Bronz | Josef Dostál Daniel Havel Jan Štěrba Lukáš Trefil | Kajak-kenu   | Férfi kajak négyes 1000 m |
| Bronz | Jiří Prskavec                                     | Kajak-kenu   | Férfi szlalom kajak egyes |
| Bronz | Petra Kvitová                                     | Tenisz       | Női egyes                 |
| Bronz | Lucie Šafářová Barbora Strýcová                   | Tenisz       | Női páros                 |
| Bronz | Lucie Hradecká Radek Štěpánek                     | Tenisz       | Vegyes páros              |

| Érmek naponként | Érmek naponként | Érmek naponként | Érmek naponként | Érmek naponként |
| --------------- | --------------- | --------------- | --------------- | --------------- |
| Day             | Arany           | Ezüst           | Bronz           | Összesen        |
| Augusztus 10.   | 0               | 0               | 1               | 1               |
| Augusztus 11.   | 1               | 0               | 0               | 1               |
| Augusztus 13.   | 0               | 0               | 3               | 3               |
| Augusztus 14.   | 0               | 0               | 1               | 1               |
| Augusztus 16.   | 0               | 1               | 0               | 1               |
| Augusztus 18.   | 0               | 0               | 1               | 1               |
| Augusztus 20.   | 0               | 0               | 1               | 1               |
| Augusztus 21.   | 0               | 1               | 0               | 1               |
| Összesen        | 1               | 2               | 7               | 10              |

| Érmek sportáganként | Érmek sportáganként | Érmek sportáganként | Érmek sportáganként | Érmek sportáganként |
| ------------------- | ------------------- | ------------------- | ------------------- | ------------------- |
| Sportonként         | Arany               | Ezüst               | Bronz               | Összesen            |
| Cselgáncs           | 1                   | 0                   | 0                   | 1                   |
| Kaja-kenu           | 0                   | 1                   | 2                   | 3                   |
| Kerékpározás        | 0                   | 1                   | 0                   | 1                   |
| Evezés              | 0                   | 0                   | 1                   | 1                   |
| Tenisz              | 0                   | 0                   | 3                   | 3                   |
| Atlétika            | 0                   | 0                   | 1                   | 1                   |
| Összesen            | 1                   | 2                   | 7                   | 10                  |

| Érmek nemenként | Érmek nemenként | Érmek nemenként | Érmek nemenként | Érmek nemenként |
| --------------- | --------------- | --------------- | --------------- | --------------- |
| Nem             | Arany           | Ezüst           | Bronz           | Összesen        |
| réfiak          | 1               | 2               | 3               | 5               |
| Nők             | 0               | 0               | 3               | 2               |
| Vegyes          | 0               | 0               | 1               | 1               |
| Összesen        | 1               | 2               | 7               | 10              |